# Som vattnet flyter i floden 1972–1992
Som vattnet flyter i floden 1972–1992 är den svenske bluesmusikern Rolf Wikströms första samlingsalbum, utgivet på skivbolaget MNW 1993.
Samlingen innehåller låtar från de flesta av Wikströms album fram till tidpunkten för dess utgivning (skivorna Hjärtslag (1977) och Digitalis (1980) finns inte representerade. På albumet finns även låten "I'm So Tired of It" med, vilket var den allra första singeln som Wikström gav ut (under namnet Cool Hambone). Urvalet gjordes av Håkan Lahger och Wikström.

## Låtlista
Där inte annat anges är låtarna skrivna av Rolf Wikström.
Första skivan
1. "Gud på tunnelbanan" – 3:16
2. "Solidaritet" – 5:18
3. "Jävla måndag" – 3:45 ("Stormy Monday Blues", Billy Eckstine, Earl Hines, Robert Crowder)
4. "Sjung svenska folk – 4:02
5. "När allt har blivit sagt" – 4:49
6. "Starka band" – 2:15
7. "I'm So Tired of It" – 5:40
8. "Det vi säger" – 4:46
9. "I samma band" – 2:21
10. "Som vattnet flyter i floden" – 9:21
11. "Vad är det som dom gör" – 1:39
12. "Ta saken i egna händer" – 5:23
13. "Roffes blues" – 5:55
14. "Bluesman" – 5:37
15. "En öl till" – 3:21
16. "En valsmelodi" – 5:05 (text: Nils Ferlin, musik: Lille Bror Söderlundh)

Andra skivan
1. "Mitt hjärta är ditt" – 3:58 (text: Nils Ferlin, musik: Torgny Björk)
2. "En liten konstnär" – 3:41 (text: Nils Ferlin, musik: Lille Bror Söderlundh)
3. "Stjärnorna kvittar det lika" – 4:19
4. "Blås ut mitt månljus" – 6:27
5. "Gråta över spilld mjölk" – 5:27
6. "Vi ska bygga upp en kyrka" – 4:55
7. "Jag älskar dig ändå" – 5:08
8. "Himlen är blå" – 4:51
9. "Murar" – 4:28
10. "Så långt från nån jag älskar" – 5:16
11. "Fast i en dröm" – 5:03
12. "Mamma älskar pappa" – 2:15
13. "Gamle Lightnin'" – 3:15
14. "Kom till mej kvinna" – 4:05
15. "Hej å hå" – 3:31
16. "Jag tror jag kommer bli galen" – 5:33
17. "Som ett fladdrande ljus" – 2:04

## Listplaceringar
| Lista (1993) | Topplacering |
| ------------ | ------------ |
| Sverige      | 50           |

### Fotnoter
1. 1 2  ”Som vattnet flyter i floden 1972–1992”. Svensk mediedatabas. http://smdb.kb.se/catalog/search?q=Rolf+Wikstr%C3%B6m&x=0&y=0. Läst 8 januari 2013.
2. ↑  ”Som vattnet flyter i floden 1972–1992”. Discogs.com. http://www.discogs.com/Roffe-Wikstr%C3%B6m-Som-Vattnet-Flyter-I-Floden-72-92/release/1027734. Läst 8 januari 2013.
3. ↑  Placeringar på den svenska albumlistan